# New Bern
New Bern é uma cidade localizada no estado norte-americano de Carolina do Norte, no Condado de Craven.

## Demografia
Segundo o censo norte-americano de 2000, a sua população era de 23.128 habitantes.
Em 2006, foi estimada uma população de 27.650, um aumento de 4522 (19.6%).

## Geografia
De acordo com o United States Census Bureau tem uma área de 69,9 km², dos quais 66,9 km² cobertos por terra e 3,0 km² cobertos por água. New Bern localiza-se a aproximadamente 6 m acima do nível do mar.

## Localidades na vizinhança
O diagrama seguinte representa as localidades num raio de 8 km ao redor de New Bern.